# Adolf Scheffel
Adolf Scheffel (21. září 1913 Vratislavice nad Nisou – 5. listopadu 1944 Dunkerk) byl český příslušník Československé samostatné obrněné brigády.

## Život

### Před druhou světovou válkou
Adolf Scheffel se narodil 21. září 1913 ve Vratislavicích nad Nisou na Liberecku v německo-české rodině továrního úředníka Adolfa Scheffela staršího a Marie, rozené Chlumové. V Liberci vychodil obecnou školu, poté studoval na reálném gymnáziu a textilní průmyslové škole. Živil se jako soukromý úředník, ve druhé polovině třicátých let se oženil.

### Druhá světová válka
Po německé okupaci v březnu 1939 byl Adolf Scheffel zaměstnán u pražské pobočky firmy Siemens, která ho pracovně vyslala se skupinou českých techniků do Norimberku. Odtud se mu 2. října 1939 podařilo společně s Václavem Strupkem a Ladislavem Němečkem přejít do Švýcarska, kde byli zadrženi, více než dva týdny internováni a poté 16. října 1939 předáni do Francie. V Agde se všichni přihlásili do zde vznikající jednotky Československé armády v zahraničí, Adolf Scheffel byl následně zařazen do 1. pěšího pluku. Absolvoval poddůstojnickou školu, poté sloužil u 3. pěšího pluku a v divizní štábní rotě. Po pádu Francie v červnu 1940 se ze Sète evakuoval přes Gibraltar do Spojeného království, kam dorazil 7. července 1940. Zde byl zařazen do 1. československé smíšené brigády. Po její transformaci na Československou samostatnou obrněnou brigádu byl v roce 1943 vycvičen na člena posádky tanku. Od října 1944 se brigáda účastnila obléhání Dunkerku. Dne 5. listopadu 1944 se zúčastnil útoku na německé pozice. Jeho tank typu Cromwell najel na minu a byl znehybněn. Posádka pokračovala v palbě i ze stojícího stroje, při pokusu o jeho opuštění Adolf Scheffel padl. Pohřben byl následující den na vojenském hřbitově v Adinkerke. Dosáhl hodnosti četaře.

## Posmrtná ocenění
- Adolfu Scheffelovi byly in memoriam uděleny Československý válečný kříž 1939 a Pamětní medaile československé armády v zahraničí